# Lemele
Lemele est un village situé dans la commune néerlandaise d'Ommen, dans la province d'Overijssel. Le 1er janvier 2008, le village comptait 1 198 habitants.

## Personnalités liées à Lemele
- Elida Tuinstra (1931-2021), femme politique, y est née.